# Sauvagesia angustifolia
Sauvagesia angustifolia là một loài thực vật có hoa trong họ Ochnaceae. Loài này được Ule miêu tả khoa học đầu tiên năm 1914.